# Jakob Wimmer
Jakob Wimmer (* 2. Oktober 1920; † 22. Juli 1993) war ein deutscher Fußballtrainer und ehemaliger Fußballspieler.

## Karriere
Wimmer war von 1941 bis 1943 für den VfL Benrath in der seinerzeit höchsten Spielklasse im deutschen Fußball, der Gauliga, aktiv. Er gewann mit der Gauauswahl Niederrhein im Gauauswahlwettbewerb am 15. November 1942 in Essen das Finale um den Reichsbundpokal mit 2:1 gegen die Gauauswahl Nordmark.
Nach dem Ende des Zweiten Weltkriegs spielte er die Saison 1951/52 für den 1. FC Köln in der 1947 gegründeten Oberliga West, der seinerzeit höchsten Spielklasse im deutschen Fußball. Zum Saisonende verließ er den Verein und wechselte zum Ligakonkurrenten und rheinischen Rivalen Fortuna Düsseldorf. Für die Düsseldorfer bestritt er in vier Spielzeiten 124 Punktspiele, in denen er vier Tore erzielte. Für Fortuna Düsseldorf bestritt er am 5. Mai 1956 zudem das mit 1:2 gegen den Hamburger SV verlorene Halbfinale um den DFB-Pokal.
Während der laufenden Saison 1957/58 kehrte er nach Köln zurück und schloss sich dem SC Viktoria Köln an, mit dem er am Saisonende mit der Mannschaft ein Platz vor den Düsseldorfern die Saison abschloss.
1958 trat er sein erstes Traineramt an und trainierte bis 1961 den westfälischen Verbandsligisten Arminia Bielefeld und anschließend den SV Schlebusch.